# Chartreuse de Parménie
La chartreuse de Parménie est un ancien monastère de l'ordre des Chartreux qui se trouve sur la commune de Beaucroissant, à 749 mètres d’altitude, en position dominante sur la vallée de l'Isère et le territoire de Bièvre-Valloire.

## Histoire
Le site de la colline de Parménie est occupé dès l'Antiquité, comme témoigné aussi par la présence d'une citerne gallo-romaine[réf. nécessaire].
Ensuite, l'histoire de Parménie se lie à celles de sa chapelle et du diocèse de Grenoble-Vienne. La chapelle, datant des XIIe et XIIIe siècles et dédiée à la Sainte Croix, devient lieu de pèlerinage.
Au VIIIe siècle, la colline de Parménie accueille les évêques de Grenoble et Vienne en fuite des Sarrasins[réf. nécessaire].
La nuit du 14 septembre 1219, le lac Saint Laurent, au-dessus du Bourg d'Oisans (alors nommé Saint-Laurent du Lac) se vide par rupture soudaine du barrage naturel formé par un éboulement précédent sur la Romanche. La rupture provoque une terrible inondation qui arrive jusqu'à Grenoble et fait de très nombreuses victimes. La mémoire des dégâts des eaux marque profondément les habitants.
À partir du 14 septembre 1220, sous la conduite de l'évêque de Grenoble, les survivants vont remercier la Vierge (Notre-Dame-des-Croix) et le Christ d'avoir échappé à la catastrophe. Le pèlerinage vers la « chapelle de Notre-Dame de Parménie » prend de l'ampleur, et détermine le développement et le succès commercial de la foire qui prendra le nom du village fondé en 1312 par le seigneur Guy de Tullins pour accueillir les pèlerins, qu'il nomme Beaucroissant.
En 1259, à l'initiative de Falcon, évêque de Grenoble, le prieuré de « Notre-Dame de Parménie », jusque-là occupé par les chanoines réguliers de saint Augustin, devient une chartreuse dont les moniales sont issues de la chartreuse de Prémol,. Incendié et reconstruit au XVIIe siècle, il est transformé en maison de retraites spirituelles jusqu'à la Révolution.

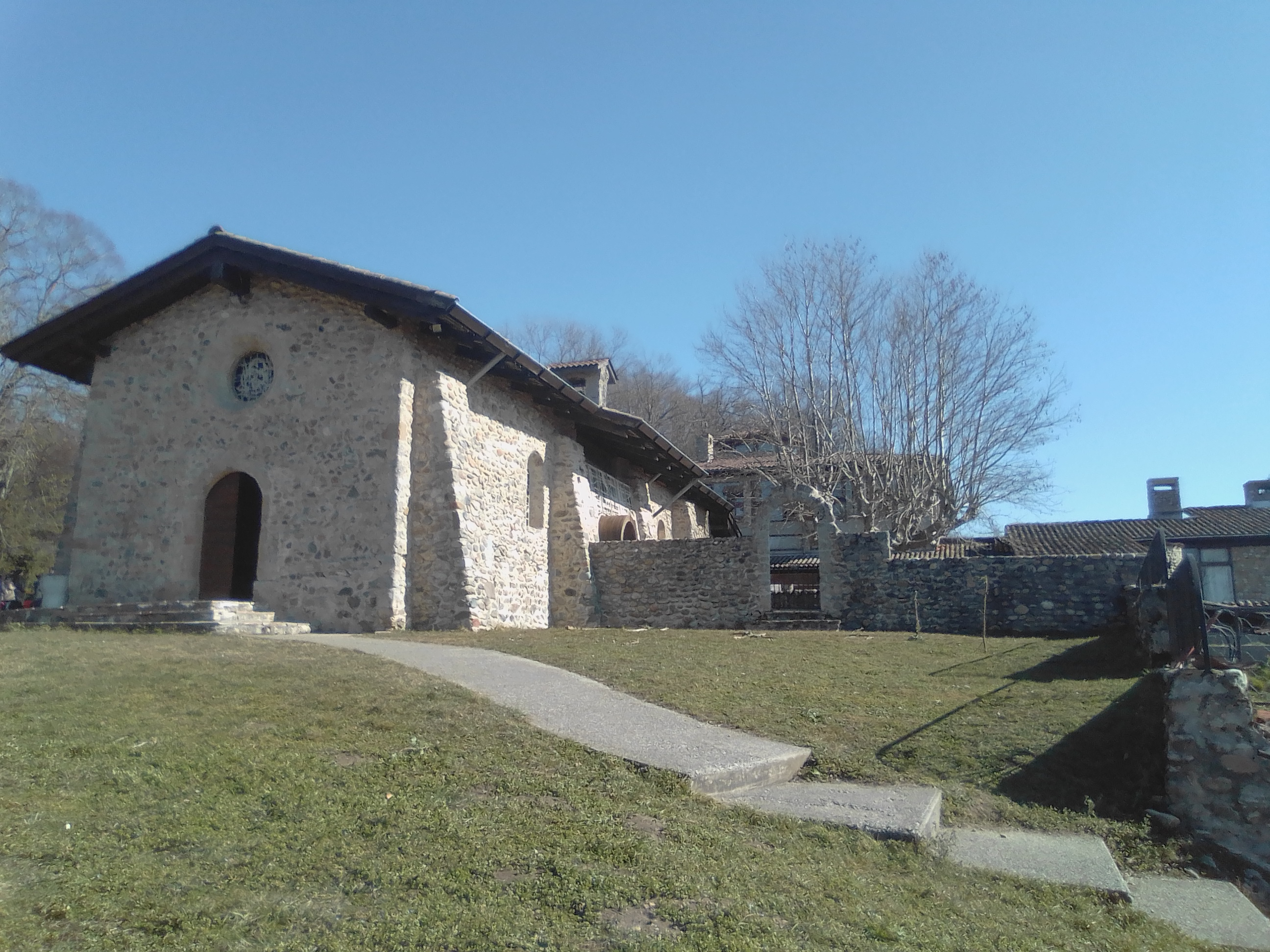
Église de Parménie (Centre lasallien de Parménie).

Entre 1793 et 1829, Notre-Dame de Parménie est le siège de la communauté religieuse des « Marionistes », dissidence millénariste fondée par l'abbé Marion mais condamnée par l'Église catholique. En 1830 le domaine est restitué par la justice à l'évêché de Grenoble qui l'attribue à l'ordre du Mont-Olivet.
Pendant l'occupation de la France par l'Allemagne, le monastère olivétain est occupé par le maquis en 1943 et assailli, puis brûlé en 1944 par les Allemands.
Restauré en 1965 par le frère Léo Burkhard (1922-2007) des Frères des écoles chrétiennes, le site est actuellement géré par le « Centre lasallien de Parménie » qui accueille de nombreuses sessions de formation données par des organismes en accord avec son éthique.